# Dangerous (chanson de Michael Jackson)
Pour les articles homonymes, voir Dangerous.
Pistes de Dangerous
Gone Too Soon
(13)
Dangerous est une chanson de Michael Jackson qui apparaît en quatorzième et dernière piste de l'album du même nom sorti en 1991. Elle a été écrite et composée par Teddy Riley, Bill Bottrell et Michael Jackson dans un style new jack swing.
Une sortie en single était initialement prévue (uniquement aux États-Unis), ce qui aurait fait du titre le dernier à être extrait de l'album. Cependant, cette sortie a été annulée en raison des problèmes judiciaires de l'artiste (affaire Chandler).

## Thème
Dangerous a comme thème celui de la « femme fatale », c'est-à-dire une femme très séduisante mais dangereuse, et avertit contre les dangers de la luxure (« I know that lust can blind »).

## Composition
En octobre 1990, lors de l'enregistrement de la première version de Dangerous, Michael Jackson était seul dans un grand studio plongé dans le noir, avec derrière lui un paravent acoustique pour supprimer l'écho. Ayant besoin de plus d'espace, il écarta les panneaux du paravent et lorsque l'enregistrement démarra, le paravent lui tomba sur la tête. Le bruit de cette chute fut gardé dans l'introduction de la démo du titre, disponible dans le coffret Michael Jackson: The Ultimate Collection (2004). Cette démo a ensuite été retravaillée afin que le titre puisse figurer dans l'album Dangerous. 
Teddy Riley a modifié le son, le rythme et le pont. Ainsi, la part du synthétiseur a été amoindrie et la ligne de basse a été effacée pour faire reposer la mélodie sur un rythme lourd et percutant qui appuie le thème de la chanson. Il en ressort un titre au son plus brut, urbain et au rythme mécanique,.

## Interprétation
En tournée, Michael Jackson a interprété Dangerous durant le Dangerous World Tour (1992/93) et pendant le HIStory World Tour (1996/97).  Elle été planifiée au programme de la tournée this is it
Par ailleurs, la chanson a été interprétée plusieurs fois à la télévision : aux American Music Awards de 1993, à la 15e édition des MTV Video Music Awards en 1995, et lors de l'émission American Bandstand 50th Anniversary en 2002. Elle a également été au programme de l'évènement Michael Jackson: Live at the Apollo 2002.
Un bref extrait de Smooth Criminal était souvent intégré lors de l'interprétation du titre.

## Plagiat
En 1994, l'artiste Crystal Cartier porta plainte pour plagiat mais elle fut déboutée de sa demande.